# Aerodynamische Versuchsanstalt Göttingen

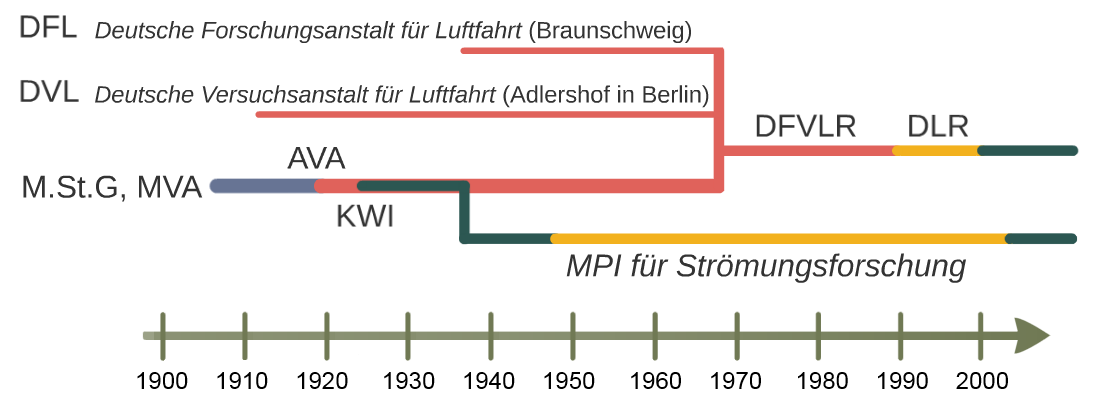
Frise chronologique des évolutions administratives de l'AVA.

L'Aerodynamische Versuchsanstalt Göttingen est un établissement de recherches aérodynamiques allemand constitué à Göttingen par Ludwig Prandtl (1875-1953) et dirigé par Albert Betz (1885-1968) de 1937 à 1957. L’Institut de recherches aérodynamiques de Göttingen est célèbre pour ses travaux en soufflerie, beaucoup moins pour les quelques prototypes qui y furent réalisés pour étudier les problèmes de décollage et atterrissage courts.

## Histoire
L’AVA vit le jour à partir du « Centre d'essai sur maquettes pour l'aérodynamique et les aéronefs motorisés » (Modellversuchsanstalt für Aerodynamik der Motorluftschiff-Studiengesellschaft) créé en 1907 à Göttingen par Ludwig Prandtl. Si au cours des premières années, cet institut s'occupait essentiellement d'optimiser l'aérodynamique des fuselages, la soufflerie installée dès 1908 à Göttingen (la première en Europe) permit l'étude scientifique du vol. En 1915, à l'instigation de Ludwig Prandtl, l'institut fut intégré à la Société Kaiser-Wilhelm (KWG) créée, elle, en 1911, et devint le « Centre d'essais sur modèles réduits pour l'aérodynamique » (Modellversuchsanstalt für Aerodynamik), avant de prendre en 1925 la dénomination d’« Institut Kaiser-Wilhelm pour la mécanique des fluides ».
Ludwig Prandtl dirigea l'Institut jusqu'en 1937, avant de confier sa succession à Albert Betz. Cette année-là, une filiale de l'Institut (Aerodynamische Versuchsanstalt Göttingen e. V. in der Kaiser-Wilhelm-Gesellschaft) vit le jour, avec un financement du ministère des Transports aériens du Reich. Sous tutelle britannique de 1945 à 1948, la maison-mère survécut au second conflit mondial et devint en 1948 « Institut Max-Planck de recherches en mécanique des fluides » (auj. Institut Max-Planck d'étude de la Dynamique et des phénomènes d'auto-organisation).

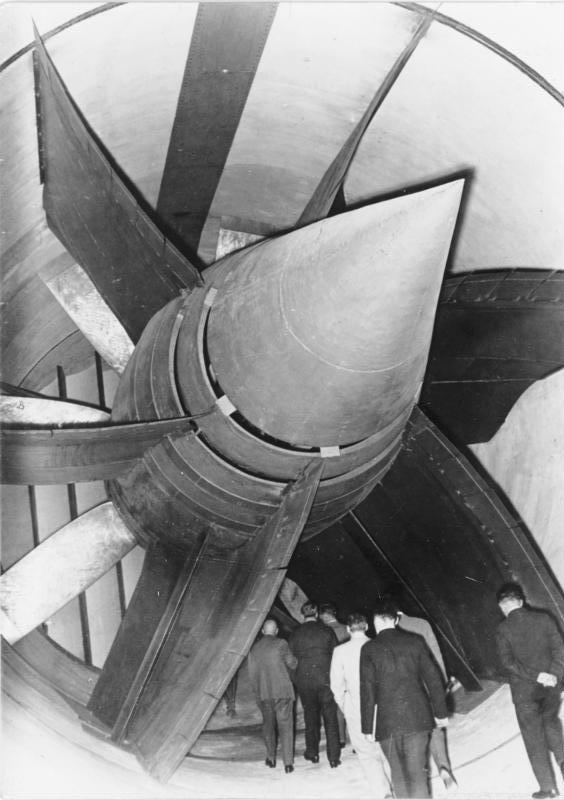
La soufflerie en 1935.
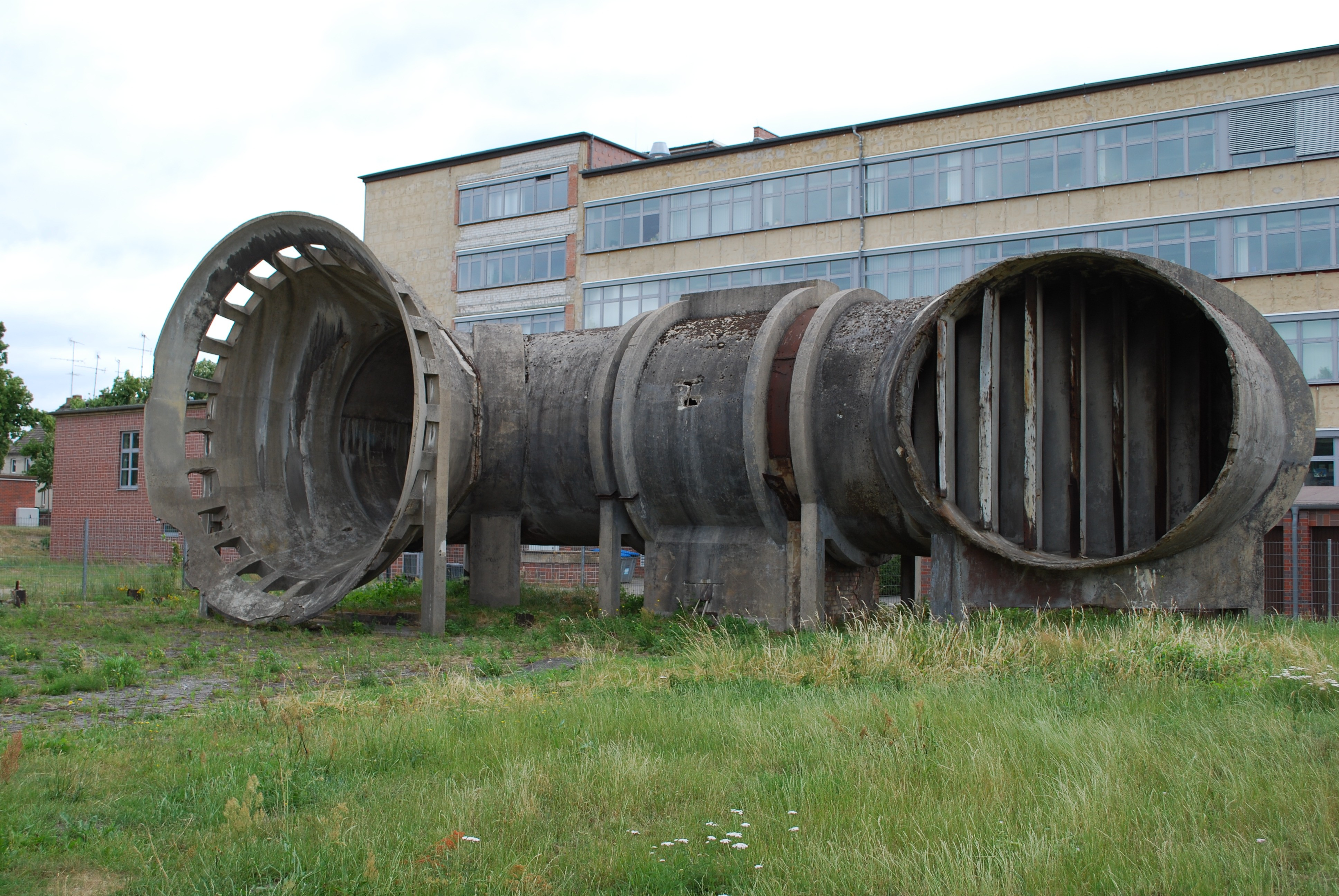
Vestiges de la même soufflerie exposée aujourd'hui au musée Hugo-Junkers de Dessau.

Finalement, l'établissement prit son autonomie d'avec la Société Max-Planck en 1969, et donna naissance à l’« Institut de Recherches allemand de l’aérospatiale » (Deutschen Forschungs- und Versuchsanstalt für Luft- und Raumfahrt e. V., DFVLR).

## Prototypes
- AVA AF 1
- AVA AF 2